# Chłapowo
Chłapowo (kašubsky Chłapòwò, německy Chlapau, v letech 1942–1945 Klappau) je kašubská vesnice na severu Polska na pobřeží Baltského moře.

## Historie
První zmínka o Chłapowu pochází z roku 1359. Německá obec nesla tehdy název Klappow. Název Chłapowo se ustálil v polovině 17. století. Mezi roky 1877 až 1949 bylo u Chłapowa objeveno 124 hrobů z doby železné (650–400 př. n. l.). Archeologové našli dobře zachovalé šperky, skleněné korálky a porcelán. Další archeologický výzkum prováděný v této oblasti během 20. století vedl k objevu předmětů z období neolitu (4200–1700 př. n. l.) a doby bronzové (2000–1000 př. n. l.).
Dynamický rozvoj Chłapowa začal na konci 18. století. V polovině 19. století tu byl činný malý hnědouhelný důl. Díky blízkosti Baltského moře se Chłapowo v meziválečném období stalo známým rekreačním střediskem. Později v důsledku konkurence ostatních středisek v oblasti (Władysławowo, Jastrzębia Góra, Karwia, místa na Helské kose) ztratilo svůj význam a zachovalo si charakter rybářské vesnice.
V oblasti jsou ložiska soli kamenné a draselné.

## Administrativa
Administrativně se jedná o část města Władysławowo. Spolu s ním náleží k okresu Powiat Pucki Pomořanského vojvodství. Žije tu něco přes 1000 obyvatel.

## Doprava
Místem prochází silnice číslo 215.